# Pou de Glaç de Can Maimó
El Pou de Glaç de Can Maimó es troba al Parc de la Serralada Litoral, concretament a Vilanova del Vallès (el Vallès Oriental).

## Descripció
És una petita construcció de la qual els actuals propietaris de la finca coneixen l'existència però no l'ús que se'n feia. La construcció està soterrada, no hi ha rastre de xemeneia o altres forats, les parets són gruixudes i la porta petita. Està situada al costat d'una bassa i en una fondalada freda. Tots aquests trets fan pensar que es tracta d'un antic pou de glaç, segurament només per a ús de la masia, ja que les seues dimensions no permetrien emmagatzemar-hi grans quantitats d'aigua.

## Accés
És ubicat a la masia restaurant de Can Maimó (Vilanova del Vallès) i s'hi pot anar des de Vallromanes o Vilanova del Vallès. Un cop allà, cal dirigir-se a la bassa de més amunt de les dues Basses de Can Maimó: pugem 380 metres per la pista per on hem arribat i cerquem a la dreta dues bigues de ferro clavades a terra i amb un cable entre elles. D'ací surt un corriol que es bifurca de seguida: per l'esquerra anem a l'esmentada bassa i per la dreta al pou de glaç. Coordenades: x=442927 y=4598628 z=183.